# موهوب
موهوب یک منطقهٔ مسکونی در ایران است که در دهستان سیرچ واقع شده‌است.